# Sufix
Un sufix és un tipus de morfema que s'afegeix al final d'una paraula en els fenòmens de derivació i flexió. A diferència d'altres morfemes gramaticals, el sufix pot canviar la categoria morfològica de la paraula a la qual s'adjunta i acostuma a afegir un matís que canvia també el seu significat. Un exemple de sufix en català seria «-eta», que afegeix el sentit de diminutiu, com a casa-caseta o «-itzar», que converteix «útil» en el verb «utilitzar».